# Charlotte Kirk
Charlotte Kirk , de son nom complet Charlotte Sophie Kirk, née le 16 juin 1992 dans le Kent (Angleterre), est une actrice britannique.

## Biographie
Charlotte Sophie Kirk est née dans le Kent en Angleterre.

## Filmographie

### Cinéma
- 2013 : Fractured : Hellion
- 2014 : Non-Stop : Amy Harris
- 2014 : Tekken: A Man Called X : Chloé
- 2015 : Vice : Melissa
- 2015 : Black Dog, Red Dog : Lilian
- 2016 : No Panic, With a Hint of Hysteria : Melanie
- 2016 : Marauders :  La réceptioniste de Vanessa
- 2016 : The Demo : Jessica Davis
- 2016 : No Place to Fall (Court-métrage) : Shea
- 2017 : The Depths : Chloé
- 2017 : First Kill
- 2018 : Ulysses: A Dark Odyssey : Kaly
- 2018 : Ocean's Eight : Cara
- 2018 : Nicole & O.J. : Nicole Brown Simpson
- 2020 : Sorcière (The Reckoning) de Neil Marshall : Grace Haverstock
- 2022 : The Lair (en)  de Neil Marshall : Kate Sinclair